# Toshikazu Kase

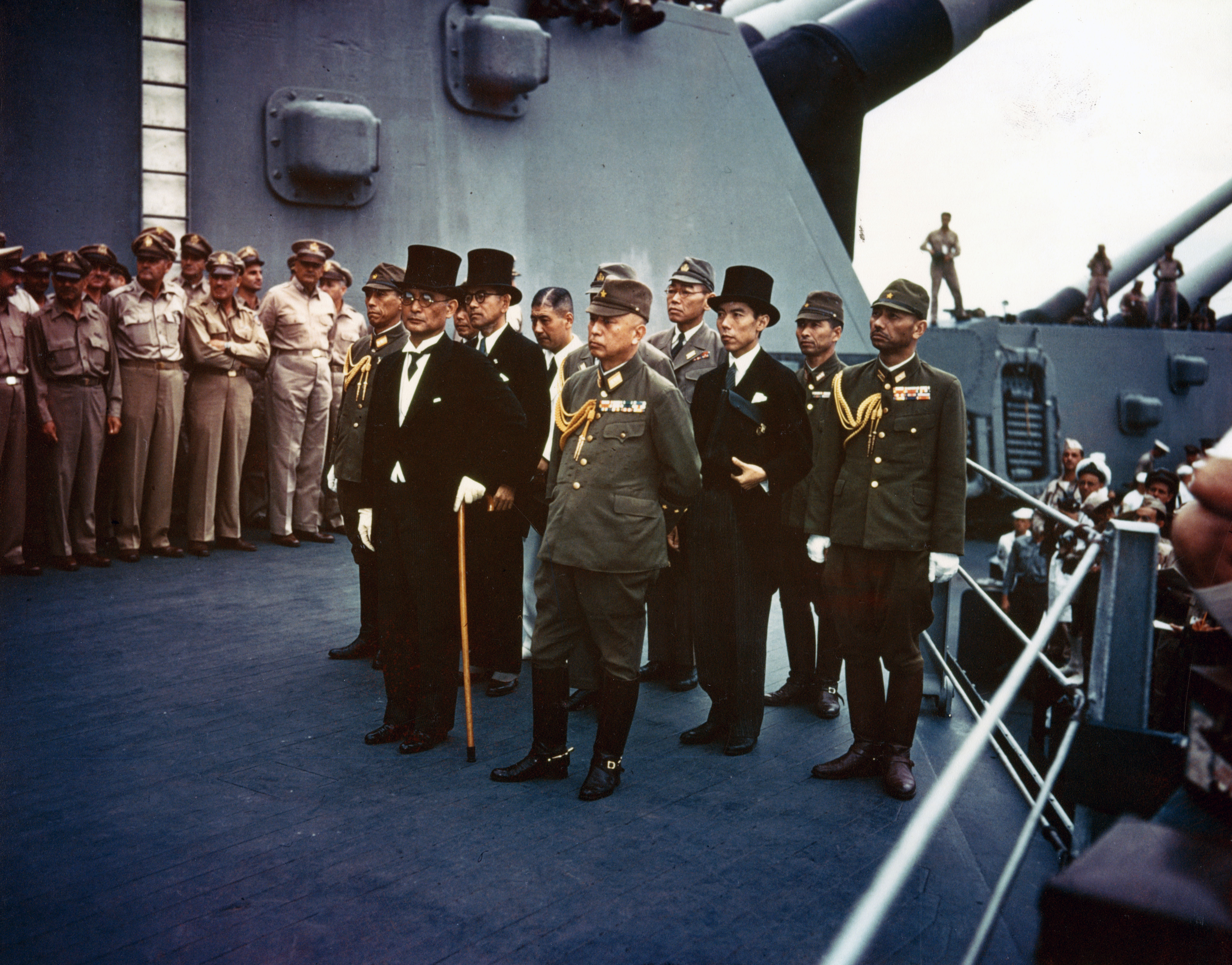
Os representantes japoneses a bordo do USS Missouri durante as cerimônias de rendição em 2 de setembro de 1945. Kase aparece na foto à direita, usando cartola.

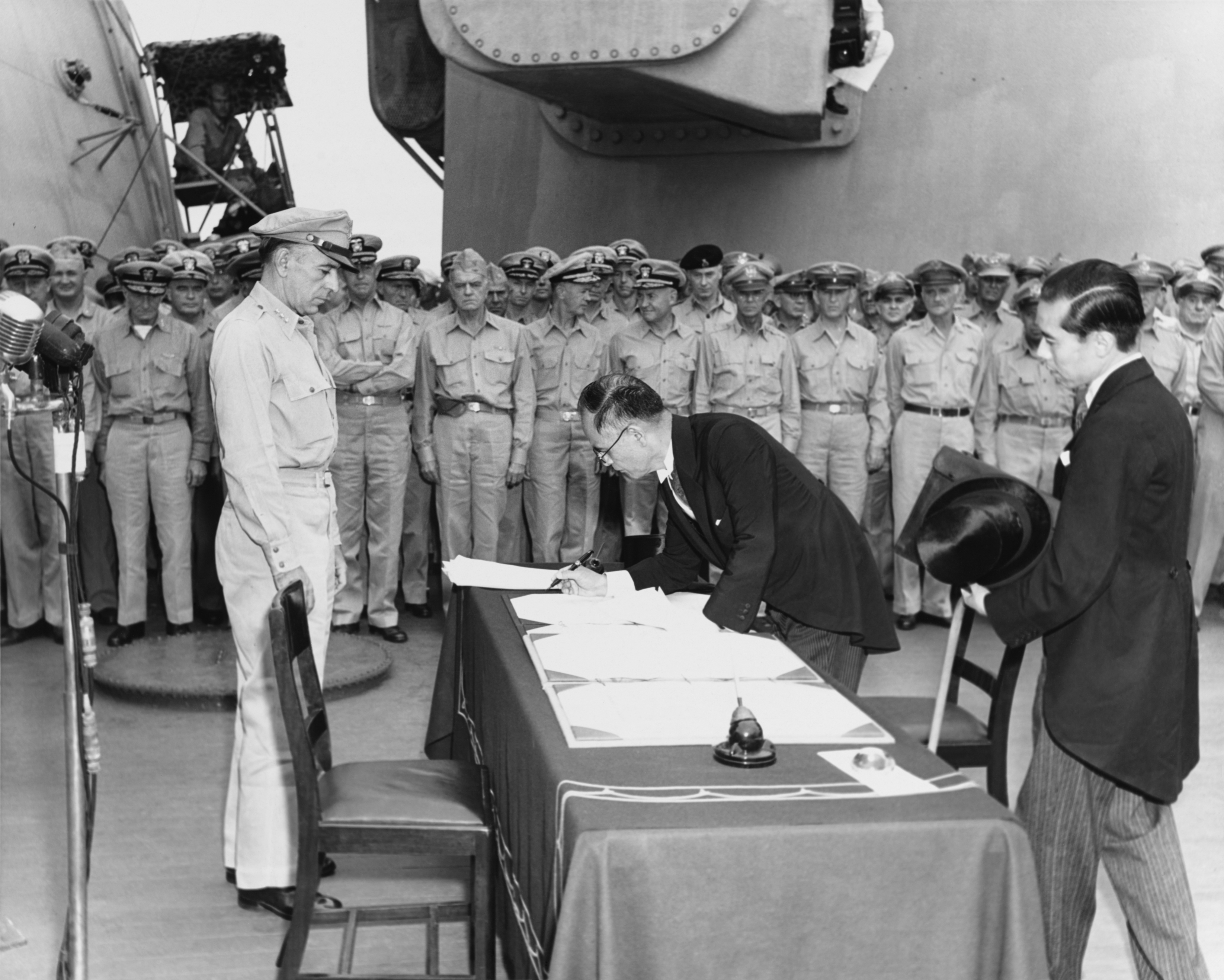
Kase (à direita) com o Ministro das Relações Exteriores japonês Mamoru Shigemitsu na assinatura do Instrumento de Rendição a bordo do USS Missouri, 2 de setembro de 1945

Toshikazu Kase (加瀬 俊一, Kase Toshikazu, 12 de janeiro de 1903 – 21 de maio de 2004) foi um funcionário público japonês e diplomata de carreira. Durante a Segunda Guerra Mundial, ele foi um alto funcionário do Ministério das Relações Exteriores. Hideaki Kase crítico diplomático conhecido por promover o revisionismo histórico e membro da Nippon Kaigi é seu filho e Yoko Ono é sua sobrinha. 

## Biografia
Kase nasceu em Chiba, Japão, em uma família de proprietários de terras de classe alta. Depois de passar no Exame de Serviço Exterior em 1925, ele deixou o Tokyo Higher Commercial College (mais tarde Hitotsubashi University) e frequentou o Amherst College e Harvard como pesquisador, graduando-se em 1927.
Ele teve um filho, Hideaki Kase (1936 – 2022), que se tornou um crítico diplomático na promoção de livros e filmes de revisionismo histórico japonês da Segunda Guerra Mundial e era membro da organização ultranacionalista japonesa Nippon Kaigi.
Ele assumiu cargos diplomáticos em Berlim e Londres antes de retornar a Tóquio, onde foi designado para o departamento da América do Norte do Ministério das Relações Exteriores do Japão. Ele estava de serviço no fim de semana do ataque a Pearl Harbor, em dezembro de 1941. Atuando como secretário do Ministro das Relações Exteriores Shigenori Togo, Kase auxiliou na preparação do documento que encerrou formalmente as negociações com os Estados Unidos. Numa entrevista após a sua reforma, ele culpou os diplomatas japoneses em Washington pelos atrasos na descodificação e entrega do texto telegráfico da declaração, que ele alegou que deveria ter sido entregue uma hora antes do início do ataque.
Em 2 de setembro de 1945, Kase estava presente como parte da delegação japonesa a bordo do USS Missouri para a assinatura do tratado de rendição em 1945. Por sugestão dele, o Ministro das Relações Exteriores Mamoru Shigemitsu e outros membros civis do partido usaram trajes diplomáticos formais, como vestidos matinais e cartolas "porque estávamos representando nosso soberano" (uma exceção a isso foi Saburo Ota, que não usava chapéu e cujo terno branco contrastava com os trajes matinais, em sua maioria pretos, dos outros membros civis). Kase redigiu o texto em inglês do documento que aceitava os termos da Declaração de Potsdam.
Kase continuou trabalhando no Ministério das Relações Exteriores até 1948, quando saiu para exercer jornalismo. Em 1950, Kase publicou um livro que relatava a guerra de uma perspectiva japonesa.
Retomando sua carreira diplomática em 1954, Kase assumiu o cargo de conselheiro-chefe do mesmo ministro das Relações Exteriores a quem havia auxiliado na cerimônia de rendição a bordo do USS Missouri. Em 1955, ele se tornou o primeiro embaixador do Japão nas Nações Unidas. Seu último posto diplomático, antes de se aposentar em 1960, foi como embaixador em Belgrado.
Kase foi entrevistado em inglês para a série de documentários The World at War, produzida na década de 1970, aparecendo nos episódios 6, 23 e 24. 
Kase morreu, aos 101 anos, em Kamakura, de insuficiência cardíaca.